# 富田林市立東条小学校
富田林市立東条小学校（とんだばやししりつ とうじょう しょうがっこう）は、大阪府富田林市にある公立小学校。

## 沿革
- 1888年 - 前身となる佐備尋常小学校と甘南備簡易教場が合併。
- 1893年 - 校舎移転。
- 1913年 - 現在地に移転。
- 1917年 - 高等科設置により有備尋常高等小学校と改称。
- 1941年4月1日 - 国民学校令により南河内郡東條国民学校と改称。
- 1947年4月1日 - 学制改革により東條村立小学校と改称。
- 1957年 - 市町村合併により現校名となる。
- 1974年 - 幼稚園を併設。

## 通学区域
- 富田林市 甘南備、龍泉、山手町の全域と、佐備（一部を除く）。

## 交通
- 近鉄長野線富田林駅から 4市町村コミバス東條線乗車、東條小学校前バス停下車。